# Cratere Aepinus
Aepinus è un piccolo cratere lunare situato in prossimità al polo nord della Luna. A sudest è presente il cratere Hermite.
Il cratere è stato intitolato al fisico tedesco Ulrich Theodor Aepinus dall'Unione Astronomica Internazionale nel gennaio del 2009.